# Лужский уезд
Не путать с Лушским уездом

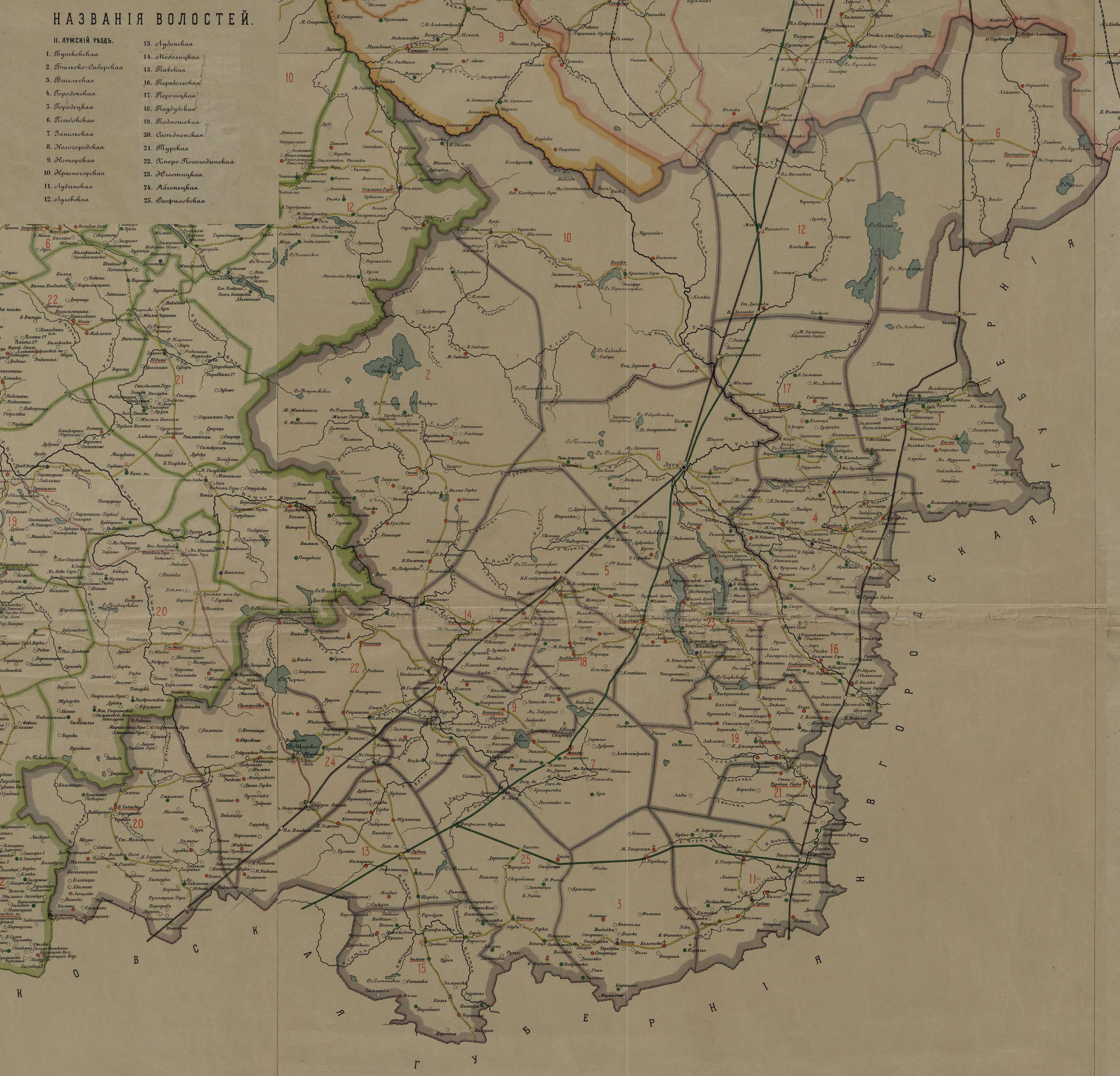
Разделение Лужского уезда на волости (с карты Петроградской губернии 1916 года).

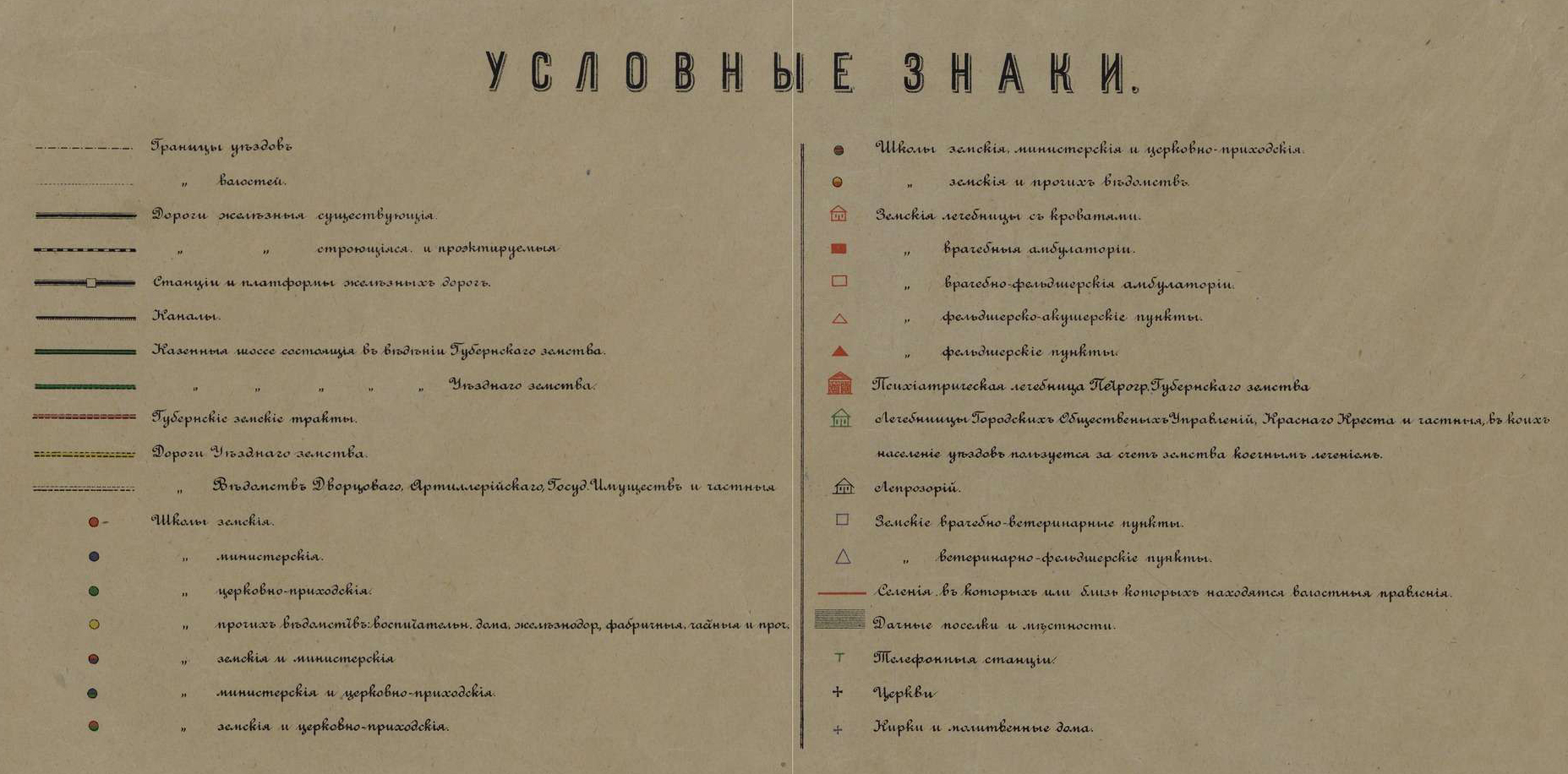
Условные знаки к карте Петроградской губернии 1916 года.

Лу́жский (Лу́гский) уе́зд — административно-территориальная единица в Санкт-Петербургской губернии Российской империи и РСФСР, существовавшая в 1777—1927 годах. Уездный город — Луга.

## География
Лужский уезд располагался в южной части губернии и граничил с Гдовским уездом на западе, Ямбургским и Царскосельским уездами на севере, Псковской губернией на юге и Новгородской губернией на востоке. Площадь уезда в 1897 году составляла 8956,2 вёрст² (10 192 км²), в 1926 году — 9652 км².

## История

### Предыстория
Большая часть территории уезда в прошлом входила в состав Новгородского уезда в Шелонской пятине (территории на левом берегу реки Луги) и в Водской пятине (территории на правом реки Луги). Пятины упразднены во второй половине 1770-х годов, при проведении областной реформы Екатериной II.
В 1776 году в ходе реформирования Псковской губернии (она была разделена на две новые губернии — Полоцкую и Псковскую) к ней отошли из Новгородской губернии Порховский, Гдовский уезды, а также некоторые погосты Новгородского уезда «кои от вновь проложенной прямой дороги от Гатчинской мызы на Порхов по правую сторону останутся».

### Образование уезда, XVIII и XIX века
Лугский уезд был образован в 1777 году в составе Псковского наместничества, созданного вместо губернии. 
Именным указом от 11 (22) декабря 1781 года уезд перешел в состав Санкт-Петербургской губернии (с 1914 года — Петроградской, с 1924 года — Ленинградской).

### XX век
С установлением советской власти волости были разделены на сельсоветы, которые были образованы в большинстве уездов в 1918—1920 годах.
В 1917—1927 годах административное деление Лужского уезда претерпевало неоднократные изменения.
В 1917 году в результате частичного разукрупнения Кологородской и Городецкой волостей была образована Смердовская волость с центром в селе Смерди.
В декабре 1917 году в результате частичного разукрупнения Лудонской и Яблонецкой волостей была образована Струго-Бельская волость с центром в посёлке Струги Белые.
По постановлению административного отдела Лужского уисполкома от 29 мая 1918 года из частей Хмеро-Посолодинской, Которской и Яблонецкой волостей была образована Хмерская волость с центром в селе Хмер. Бывшая Хмеро-Посолодинская волость после этого носила название Посолодинской.
По постановлению административного отдела Лужского уисполкома от 3 июля 1918 года в результате частичного разукрупнения Соседненской волости (главным образом), а также Лудонской и Яблонецкой волостей (по нескольку селений) была образована Заклинская волость с центром в селе Заклинье.
Таким образом в уезде стало 29 волостей.
В 1918 году деревни Вяз-1 и Вяз-2 были перечислены в Красногорскую волость Лужского уезда из Редкинской волости Ямбургского уезда. Из Перечицкой волости административно был выделен посёлок Преображенский с окрестными селениями, подчинявшийся непосредственно Лужскому уисполкому.
В марте 1919 года Вшельская волость была переименована в Михайловскую.
По постановлению президиума Лужского уисполкома от 2 сентября 1919 года посёлок Струги Белые и населённый пункт Владимирский лагерь были переименованы соответственно в Струги Красные и Красноармейский лагерь. Струго-Бельская волость стала именоваться Струго-Красненской.
По постановлению Петрогубисполкома от 31 июля 1920 года Глебовская волость Лужского уезда в феврале 1921 года была передана в Детскосельский уезд.
В уезде осталось 28 волостей.
По постановлению малого президиума Петрогубисполкома от 24 марта 1920 года была ликвидирована Лядская волость Гдовского уезда, её территория присоединена к волостям Лужского уезда: к Бельско-Сяберской (деревни Дворец, Березицы, Боброво, Горбово, Лядински, Пелешок, Вешень, Нижнее Орехово, Верхнее Орехово) и к Посолодинской (деревни Погребище, Полуяково, Заберезье, Игомель, Почап, Комарово, Витино).
В январе 1922 года посёлок Преображенский был переименован в посёлок Толмачёво. По постановлению Лужского уисполкома от 21 октября 1922 года Толмачёвский поселковый совет был ликвидирован, образован Толмачёвский сельский совет с подчинением его Перечицкому волисполкому.
Согласно извещению Отдела управления Петрогубисполкома от 29 ноября 1922 года село Ящеры Луговской волости Лужского уезда было перечислено в Рождественскую волость Гатчинского уезда.
Постановлением Президиума ВЦИК от 14 февраля 1923 года административное деление Петроградской губернии было реорганизовано. Перечицкая волость Лужского уезда переименована в Толмачёвскую волость. (При опубликовании постановления в нем была допущена ошибка: пропущена Луговская волость Лужского уезда (центр — станция Мшинская), ошибочно указано, что Луговская волость, переименована в Толмачёвскую. На самом деле в Толмачёвскую волость переименована бывшая Перечицкая волость) Этим постановлением утверждалась новая сетка административного деления губернии. Вместо бывших 28 волостей в уезде было образовано 18 волостей. 
Согласно объявлению отдела управления Петрогубисполкома от 24 февраля 1923 года были внесены некоторые изменения во внешние границы уезда. Из Красногорской волости Лужского уезда в Осьминскую волость Кингисепского уезда были переданы деревни Хилок, Шипино, Радежи, Озерки. 
По постановлению Президиума Петрогубисполкома от 6-го апреля 1923 года Лудонская волость Лужского уезда была переименована в Степановскую.
По постановлению президиума Ленгубисполкома от 20 мая 1924 года центр Лубинской волости был перенесён из села Лубино в совхоз Уторгош.
По постановлению президиума ВЦИК от 16 июня 1925 года к категории дачных посёлков были отнесены Толмачёво и Струги Красные.
По постановлению Президиума ВЦИК от 19 апреля 1926 года были ликвидированы 2 волости Лужского уезда. Луговская волость была целиком влита в состав Толмачёвской волости. Степановская волость была разделена между двумя волостями: 4 сельсовета (Захожский, Комаринский, Логовещенский, Новосельский) отошли к Струго-Красненской волости, 1 сельсовет (Щирский) к Павской волости. Павская волость в связи с этим была переименована в Степановско-Павскую, центр её перенесён из села Павы в село Аредино.
Итого осталось в уезде 16 волостей.
Постановлением Президиума ВЦИК от 7 февраля 1927 года произведено укрупнение волостей. Постановление утвердило новый состав уездов Ленинградской губернии. Были объединены следующие волости Лужского уезда: Кологородская и Городецкая — в Лужскую, Плюсская и Хмеро-Посолодинская — в Плюсскую, Струго-Красненская и Степановско-Павская — в Струго-Красненскую, Толмачёвская и Красногорская — в Толмачёвскую, Турская и Лубинская — в Уторгошскую.
По постановлению Президиума ВЦИК от 16 мая 1927 года к категории рабочих поселков был отнесен посёлок Торковичи.

#### Упразднение уезда
Постановлением Президиума ВЦИК от 1 августа 1927 года в ходе реформирования административно-территориального деления Ленинградская губерния и все её уезды и волости были упразднены. Была создана Ленинградская область. Территория Лужского уезда вошла в состав новообразованного Лужского округа Ленинградской области. Большая часть в Лужский район. Фактическая ликвидация уездов и волостей и введение окружного и районного деления в Ленинградской области происходили осенью .

## История территориального деления уезда
В 1890 году в состав уезда входило 25 волостей.
| № п/п | Волость             | Волостное правление | Число селений | Население |
| ----- | ------------------- | ------------------- | ------------- | --------- |
| 1     | Бутковская          | с. Белое            | 41            | 4225      |
| 2     | Бельско-Сяберская   | д. Стаи             | 49            | 5731      |
| 3     | Вшельская           | с. Вшели            | 31            | 5992      |
| 4     | Глебовская          | д. Нестерково       | 17            | 3113      |
| 5     | Городенская         | с. Городня          | 63            | 5240      |
| 6     | Городецкая          | с. Городец          | 37            | 3885      |
| 7     | Запольская          | д. Заполье          | 23            | 4123      |
| 8     | Кологородская       | д. Естомичи         | 31            | 4620      |
| 9     | Которская           | д. Которская        | 23            | 2926      |
| 10    | Красногорская       | д. Волок            | 25            | 2150      |
| 11    | Лубинская           | с. Лубино           | 30            | 3946      |
| 12    | Луговская           | д. Владычкино       | 14            | 2436      |
| 13    | Лудонская           | д. Лудони           | 31            | 3373      |
| 14    | Модолицкая          | с. Модолицы         | 22            | 2492      |
| 15    | Павская             | д. Залазы           | 30            | 4118      |
| 16    | Передольская        | д. Подберезье       | 34            | 5457      |
| 17    | Перечицкая          | с. Перечицы         | 28            | 2570      |
| 18    | Поддубская          | с. Поддубье         | 17            | 2686      |
| 19    | Подмошская          | с. Подмошье         | 32            | 4368      |
| 20    | Соседненская        | д. Соседно          | 60            | 4559      |
| 21    | Турская             | с. Турская Горка    | 19            | 2589      |
| 22    | Феофиловская        | с. Боротно          | 25            | 3904      |
| 23    | Хмеро-Посолодинская | д. Овинец           | 23            | 4497      |
| 24    | Югостицкая          | с. Югостицы         | 24            | 3326      |
| 25    | Яблонецкая          | д. Сковородка       | 37            | 3967      |

В 1913, 1916, 1917 годах в состав уезда также входило 25 волостей
В 1923 году (постановление Президиума ВЦИК от 14 февраля) в состав уезда входило 18 волостей.
- Бельско-Сяберская (с. Стаи)
- Бутковская (с. Оредеж)
- Городенская (с. Городня)
- Городецкая (с. Городец)
- Кологородская (г. Луга)
- Красногорская (с. Красные горы)
- Лубинская (с. Лубино)
- Луговская (ст. Мшинская)
- Лудонская (д. Новоселье)
- Михайловская (с. Вшели)
- Павская (с. Павы)
- Передольская (с. Большие Торошковичи)
- Плюсская (им. Лющик)
- Соседнинская (с. Новоселье)
- Струго-Красненская (пос. Струги Красные)
- Толмачёвская (пос. Толмачево)
- Турская (им. Троицкое)
- Хмеро-Посолодинская (с. Хмер)

В 1927 году (постановление Президиума ВЦИК от 7 февраля) в состав уезда входило 11 волостей:
- Бельско-Сяберская (с. Стаи)
- Бутковская (ст. Оредеж)
- Городенская (с. Городня)
- Михайловская (с. Вшели)
- Лужская (г. Луга)
- Передольская (с. Большие Торошковичи)
- Плюсская (ст. Плюсса)
- Соседнинская (с. Новоселье)
- Струго-Красненская (пос. Струги Красные)
- Толмачёвская (пос. Толмачево)
- Уторгошская (ст. Уторгош)

После упразднения уездов территория бывших волостей Лужского уезда была распределена между новыми административно-территориальными единицами Ленинградской области следующим образом:
| Сельсоветы | Вошли в:                                 |
| --- | ---------------------------------------- |
| Бельско - Сяберская вол. (26 сельсоветов) |                                          |
| Антоновский, Бередниковский, Вердужский, Горнешенский, Грязовецкий, Запольский, Заозерский, Лядский, Олешенский, Островенский, Подледьевский, Ренско-Ровницкий, Сабицкий, Самохваловский, Темно-Воротский | Лужский район Лужского округа            |
| Березицкий, Вешенский, Дворецкий, Житковский, Ореховский, Пажинский, Хотбыльский | Лядский район Лужского округа            |
| Лябинский за Сабой | Осьминский район Лужского округа         |
| Вяжище-Звягинский, Нежадовский, Утичский | Плюсский район Лужкого округа            |
| Бутковская вол. (9 сельсоветов) |                                          |
| Бельский, Бутковский, Коростынский, Пантелеевский, Поддубский, Полянский, Почапский, Сокольницкий, Торковский | Оредежский район Лужского округа         |
| Городенская вол. (11 сельсоветов) |                                          |
| Глуховской, Городенский, Дубецкий, Дубровский, Латовецкий, Радгостицкий, Русынский, Удрайский | Батецкий район Лужского округа           |
| Жеребудский, Колоденский, Запольский | Лужский район Лужского округа            |
| Лужская вол. (17 сельсоветов) |                                          |
| Естомический, Жглинский, Ильженский, Клобутицкий, Конезерский, Корповский, Кренский, Крупельский, Новосельский, Парищенский, Петровский, Пустошенский, Раковический, Слапский, Смердовский, Туровской, Шильцевский | Лужский район Лужского округа            |
| Михайловская вол. (17 сельсоветов) |                                          |
| Боротненский, Дертинский, Зеленицкий, Ручьевский | Струго-Красненский район Лужского округа |
| Барановский, Болотский, Видонский, Захонский, Звадский, Киевецкий, Красницкий, Лелинский, Новосельский, Пашковский, Подоклинский, Поречский, Стобольский | Уторгошский район Лужского округа        |
| Передольская вол. (10 сельсоветов) |                                          |
| Войновский, Заупорский, Лужский, Подберезский, Реченский, Бутковский, Госткинский, Зареченский, Торошковский, Югостицкий | Батецкий район Лужского округа           |
| Плюсская вол. (32 сельсовета) |                                          |
| Битинский, Больше-Лужецкий, Больше-Льзенский, Борецкий, Быковский, Волковский, Вязковский, Должицкий, Дубровецкий, Записенский, Заплюсский, Запольский, Заханский, Игомельский, Которский, Крошновский, Курский, Луговской, Лышницкий, Машутинский, Модолицкий, Овинецкий, Островский, 1-й Плюсский (б. Плюской вол.), 2-й Плюсский (б. Хмеро-Посолодинской вол.), Погореловский, Полуяковский, Посадницкий, Пятчинский, Страшевский, Сутыльский, Шерегский | Плюсский район Лужского округа           |
| Соседненская вол. (16 сельсоветов) |                                          |
| Мошниковский, Софроно-Горский | Струго-Красненский район Лужского округа |
| Великопольский, Квашенкино-Горский, Кубасовский, Лаптевский, Луговской, Лющицкий, Могутовский, Молоканский, Новосельский, Пожеговский, Поречский, Пустомержский, Смежновский, Соседненский | Новосельский район Псковского округа     |
| Струго-Красненская вол. (22 сельсовета ) |                                          |
| Всинский, Вязенский, Ждановский, Заозерский, Запольский, Захонский, Комаринский, Кочегощский, Логовещенский, Новосельский, Павский, Перехожский, Поречский, Рожницкий, Сковородкинский, Струго–Красненский, Холохинский, Хрединский, Червищенский, Шилинский, Щирский, Яблонецкий | Струго-Красненский район Лужского округа |
| Толмачевская вол. (14 сельсоветов) |                                          |
| Бетковский, Ветчинский, Владычинский, Дарьинский, Долговский, Замошский, Калищенский, Красногорский, Луговской, Мало-Замошский, Сорочкинский, Толмачевский | Лужский район Лужского округа            |
| Захонский, Клескушский | Осьминский район Лужского округа         |
| Уторгошская вол. (27 сельсоветов) |                                          |
| Березицкий, Борковский, Веретьевский, Вяжищенский, Городищенский (б. Турской вол.), Городищенский (б. Лубинской вол.), Казовицкий, Каменский, Комаровский, Кчерский, Листовский, Лонненский, Лубинский, Любонский, Людятинский, Лядский, Мелковичский, Нежатицкий, Низовский, Оклюжский, Песковский, Подмошский, Турско-Горский, Б. Уторгощский, М. Уторгошский, Язвищенский                                                                                | Уторгошский район Лужского округа        |
| Хвошненский | Лужский район Лужского округа            |

## Население
По данным переписи П. И. Кёппена 1848 года в Лужском уезде проживали ижоры в количестве 2179 человек.
По данным переписи 1897 года в уезде проживало 133 466 чел. В том числе русские — 91,7 %, эстонцы — 3,6 %, латыши — 1,3 %. Старообрядцев — 2330 человек. В уездном городе Луге проживало 5617 чел.
По итогам всесоюзной переписи населения 1926 года население уезда составило 186 051 человек, из них городское — 18 536 человек.